# Paradoxornis de Webb
El paradoxornis de Webb (Sinosuthora webbiana) és una espècie d'ocell passeriforme de la família dels paradoxornítids (Paradoxornithidae), tot i que sovint encara se'l troba classificat amb els sílvids (Sylviidae). Habita matolls, canyars i bambús del sud-est de Sibèria, Manxúria, Corea, centre i est de la Xina, centre i est de Myanmar, nord del Vietnam i Taiwan. El seu estat de conservació es considera de risc mínim.
El nom específic de Webb fa referència al col·leccionista anglès. Philip Barker Webb (1793-1854).